# 美属维尔京群岛议会
美属维尔京群岛议会（英語：Legislature of the United States Virgin Islands）是美国非合并属地美属维尔京群岛的立法机关。议会实行一院制，由15名议员组成。每届议会任期4年。现任议长是民主黨籍的諾維爾·弗蘭西斯。